# Гнатенко, Григорий Иванович
Григо́рий Ива́нович Гнате́нко (3 [23] января 1914 Хельсинки — 3 февраля 1986 Ильичёвск) — Герой Советского Союза, командир 6-го дивизиона СКА Черноморского флота, капитан 1 ранга.

## Биография
Родился 3 (23) января 1909 года в городе Хельсинки.
Украинец.
В 1937 году окончил Высшее военно-морское училище имени Фрунзе. До начала Великой Отечественной войны проходил службу в 26-м Одесском морском пограничном отряде, сначала командиром БЧ, а затем и начальником штаба 26-го дивизиона.
В августе 1941 года командовал группой сторожевых катеров прикрывая суда Дунайской флотилии. С сентября 1941 года дивизион участвовал в десантах морской пехоты под Одессой. Во время обороны Одессы его катера находились в дозоре, занимаясь доставкой разведчиков в тылы противника, конвоировали транспорты, обстреливали берег занятый противником, и отражали беспрерывные авианалёты. 30 октября 1941 года, находясь на борту катера СКА 0120, будучи раненым заменил вышедшего из строя командира катера, встав за штурвал и продолжал руководить боем. При этом был сбит немецкий самолёт. После выписки из госпиталя его назначили командиром 5-го дивизиона катеров-тральщиков Керченской ВМБ, где катера под его командованием ставили минные заграждения и доставляли боезапасы в осаждённый город Керчь.
После вторичного ранения в мае 1942 года, был назначен командиром 6-го дивизиона СКА Черноморского флота. В августе — сентябре 1942 года катера дивизиона «Малые охотники» занимались эвакуацией советских войск с Таманского полуострова. В сентябре 1943 года группа катеров-охотников в числе первых ворвалась в Цемесскую бухту, во время Новороссийской десантной операции, при этом получил тяжёлое ранение командир флагманского катера Ф. И. Усатенко. Приняв на себя командование, продолжив высадку десанта под ураганным огнём противника, и затем вывел катер из порта Новороссийск.
Указом Президиума Верховного Совета СССР «О присвоении звания Героя Советского Союза офицерскому, старшинскому и рядовому составу Военно-Морского флота» от 22 января 1944 года за «форсирование Керченского пролива, высадку десантных войск и переброску техники на Керченский полуостров и проявленные при этом отвагу и геройство» удостоен звания Героя Советского Союза с вручением ордена Ленина и медали «Золотая Звезда» № 2902.
В апреле 1944 года был назначен командиром бригады сторожевых катеров.

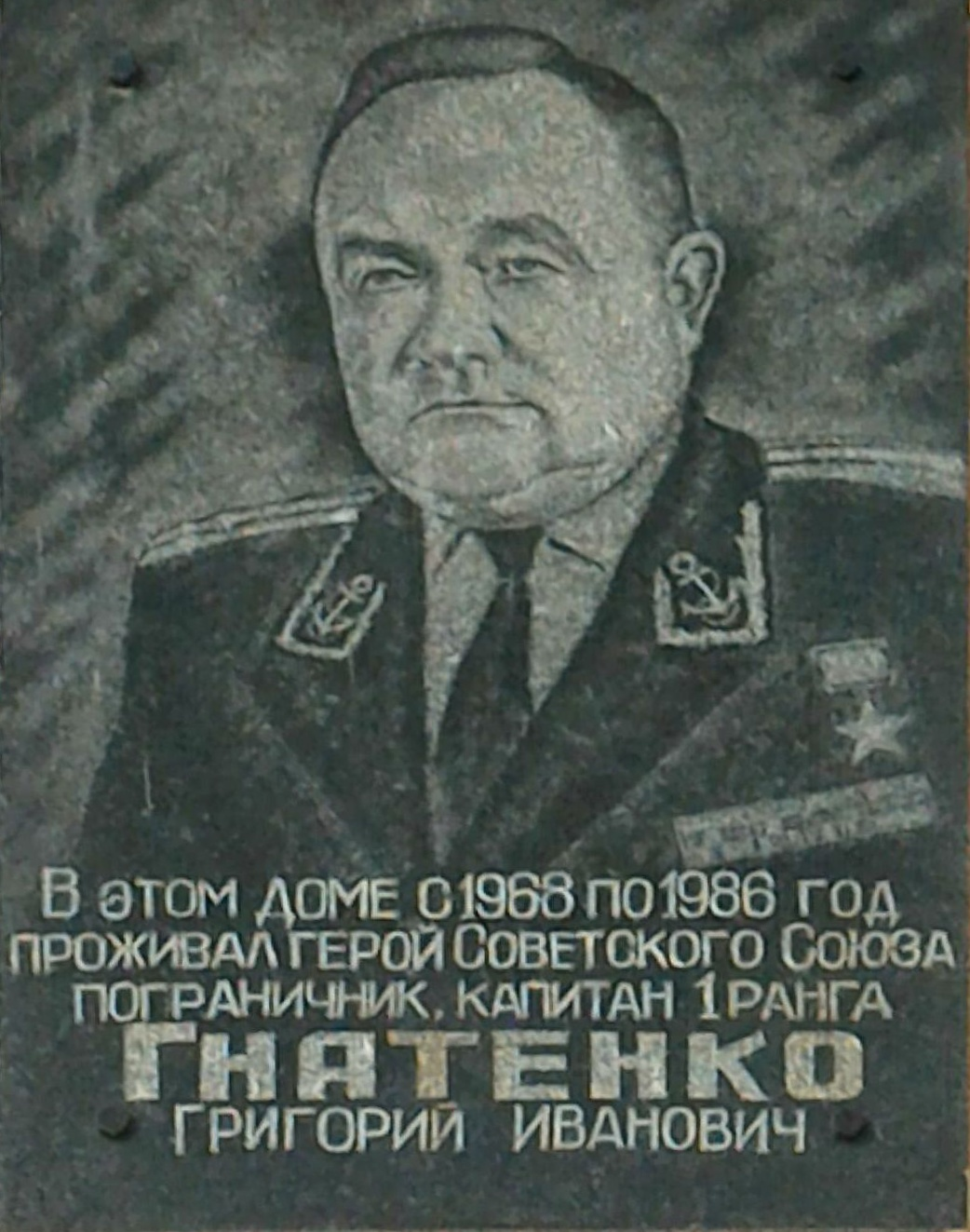
Памятная доска на доме № 10 по улице 1 Мая в Черноморске, где жил Григорий Гнатенко в 1968—1986

В 1954 году он окончил Военно-морскую академию, служил в ВМФ СССР до 1956 года. Уволен в запас в звании капитана 1-го ранга.
Умер 3 февраля 1986 года. Похоронен в городе Ильичёвск.

## Награды
- Герой Советского Союза (22.01.1944)
- Орден Ленина (22.01.1944)
- 3 ордена Красного Знамени (20.02.1943, 12.09.1943, 30.04.1954)
- 2 ордена Отечественной войны 1-й степени
- Орден Красной Звезды (20.06.1949)
  - медали, в том числе Южный бант: Медаль «За оборону Одессы», Медаль «За оборону Севастополя», Медаль «За оборону Севастополя».

## Память
14 июля 1987 года имя Г. И. Гнатенко было присвоено пограничному сторожевому кораблю.